# Campo jurídico
En sociología o en sociología jurídica, el campo jurídico o campo judicial consiste en la articulación de instituciones y prácticas a través de las cuales se produce, interpreta e incorpora el derecho en el proceso de toma de decisiones de la sociedad, según Yves Dezalay  y David Trubek. Para Pierre Bourdieu, es el espacio organizado en el que y por el que se opera la transmutación de un conflicto directo entre partes directamente interesadas en un debate jurídicamente reglado entre profesionales actuantes en representación de sus clientes.
El campo jurídico es, según la teoría expuesta por el propio Bourdieu, uno de los campos sociales que existen. El concepto de campo social fue introducido por el sociólogo francés para explicar las relaciones que se desenvuelven en la sociedad, y estarían constituidos por tres elementos principales: los actores, los privilegios y el capital.Entre las características que podemos encontrar al interior del campo jurídico se encuentra la división del trabajo jurídico, otra es el poder de nombrar; El derecho nombra y al nombrar crear. El veredicto del juez se presenta como la palabra autorizada, pública, oficial, que se enuncia en nombre de todos. Para Bourdieu en su texto Poder, Derecho y Clases Sociales los enunciados performativos son actos mágicos que triunfan porque son capaces de hacerse reconocer universalmente y por tanto conseguir que nadie pueda rechazar o ignorar el punto de vista, la visión que ellos imponen. Los actores de un determinado campo, luchan por unos privilegios utilizando el capital que poseen.
El elemento esencial de estas definiciones es la lucha por los privilegios. Esta lucha es la que determina los actores involucrados, el capital que deben implementar y los privilegios deseados. Por ejemplo, en términos de la globalización del Derecho, la lucha se da sobre el control de un determinado campo jurídico en términos de adquisición de clientes que les puedan generar ingresos a las firmas de abogados. Estas firmas luchan con los capitales que poseen, que son la educación jurídica, destreza en el litigio, lobby ‘político’, entre otros.
Según Trubek y Dezalay, esta lucha describe la internacionalización del campo jurídico nacional, donde los actores jurídicos de un lugar (abogados, jueces, docentes, etc.) se ven enfrentados a los mismos actores procedentes de otros campos jurídicos, donde tal vez las costumbres y formas de implementación del derecho sean diferentes.
Este proceso da lugar a una forma de pluralismo jurídico entre el Derecho nacional y las divergentes formas de Derecho que la globalización impone a los campos jurídicos nacionales. Otras formas de pluralismo jurídico pueden ser vistas, desde la teoría de los campos sociales, como realidades autónomas e independientes del derecho oficial; es decir: como campos jurídicos alternos y alternativos.